# Medicina
Medicina (Midgénna en dialecte bolonais, Migìna dans la variante locale) est une commune italienne de la ville métropolitaine de Bologne, dans la région Émilie-Romagne. Située à l'est de la ville de Bologne, Medicina compte, en 2017, 16 774 habitants. Elle fait partie du Nuovo Circondario Imolese.

## Géographie
La commune de Medicina se trouve dans la plaine du Pô à une altitude variant de 8 à 34 mètres (25 m devant la mairie), sur la route nationale SS253 à 23 km à l’Est de Bologne et 49 km à l’Ouest de Ravenne, traversant les communes de Massa Lombarda (18 km) et Lugo (26 km). La route provinciale SP19 mène au Sud au raccordement autoroutier de la A14 Bologne-Ancône (6 km) et à la commune de Castel San Pietro Terme (10 km) sur la Via Emilia.
La partie nord de la ville est traversée par le Canal Émilien Romagnol (C.E.R) qui relie le fleuve Reno de Sant'Agostino (FE) au fleuve Uso vers Rimini.

## Histoire
Implantation d’origine pré-romaine, le territoire entourant la commune est caractérisé par le découpage régulier des terres, typique de la centuriation romaine. Au cours des siècles, Medicina fut sujette aux vicissitudes des grandes cités voisines de Bologne et Imola, aux convoitises expansionnistes des grandes familles, du Saint-Empire romain germanique à l’état pontifical. Le territoire de la commune fit également partie des possessions de Mathilde de Canossa.
En 1931, les mondine de Medicina se déclarent en grève: un geste d'opposition très fort au pouvoir fasciste de l'époque.
Lors de la Seconde Guerre Mondiale, Medicina est une terre de Résistance. Un Décret du Président de la République du mois de juin 2008 attribue à la ville de Medicina la medaglia d'argento al Merito Civile. Medicina est libérée le 16 avril 1945 par les troupes alliées et les partisans.

## Monuments et lieux d’intérêt

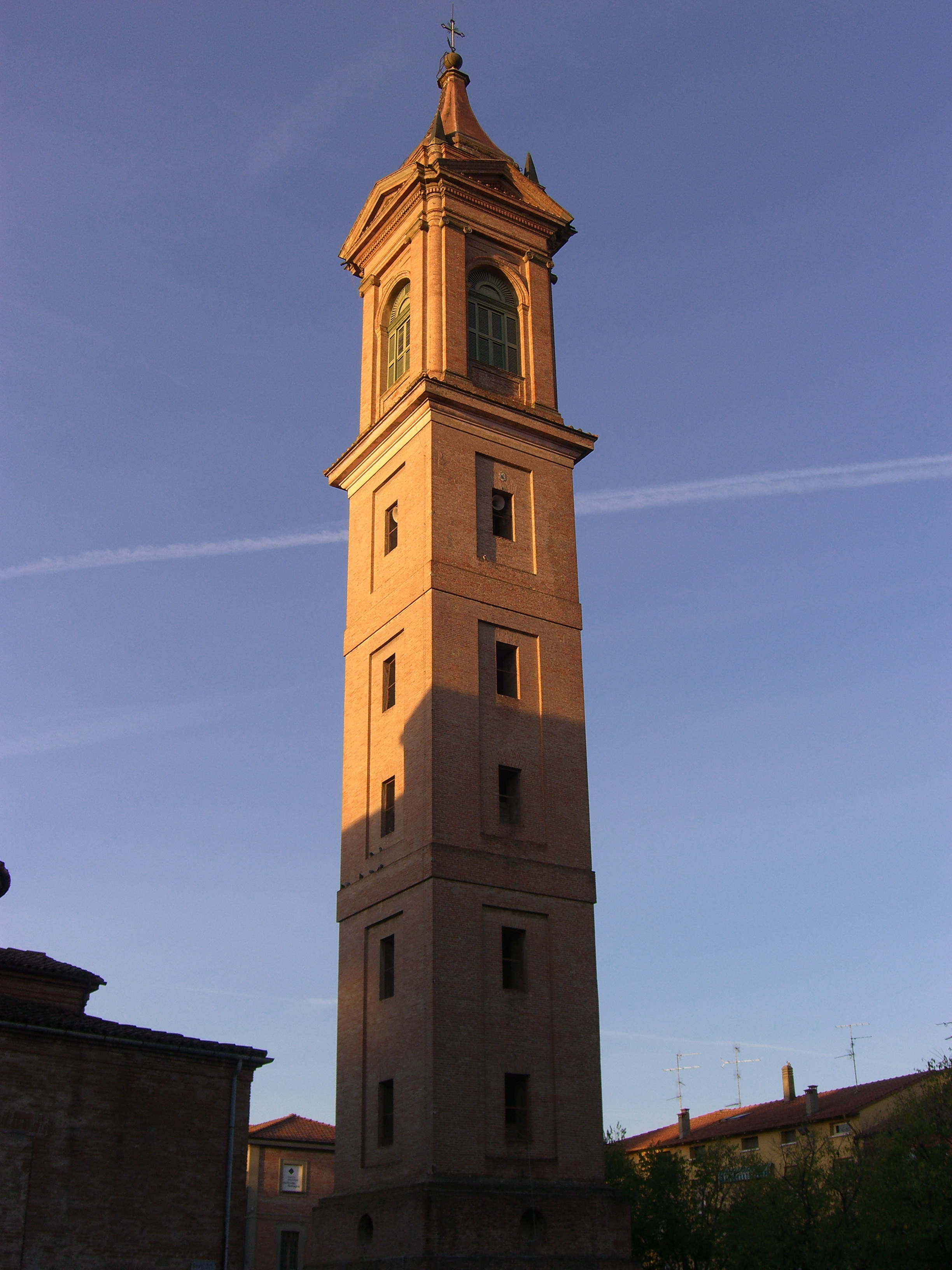
Le campanile.

- L'église San Mamante (Saint-Mammès), de style baroque, et son campanile.
- La tour de l'Horloge (XVIe siècle).
- Le Palazzo Prandi.
- La Villa Simoni-Pasi.
- La Villa Gennari et le parco delle mondine, doté de colonnette et petits lacs artificiels.
- Il Quadrone, la réserve naturelle du hameau de Buda présente la faune et la flore typiques des zones humides.

### Personnalités liées à Medicina
- Giuseppe Biagi (1897-1965), explorateur, né à Medicina ;
- Giacomo Bulgarelli, footballeur.
- Giovanni Caprara, entraîneur de Basket
- Davide Ricci Bitti, cycliste
- Mauro Sarti, historien

## Fêtes et évènements
- Festa del Barbarossa, la fête de Barberousse, la troisième fin de semaine de septembre, avec "Palio della Serpe", "Convivium de lo Fuoco", Giostra delle Torri, Caursa dal dòdg e tri ;
- Fête du Jumelage
- Fête du printemps, premier dimanche du printemps,
- Le marché du jeudi.

## Économie
Industrie, artisanat et tertiaire, agriculture intensive (surtout les patates et oignons typiquement locaux).

## Administration et Politique
| Période                                  | Période  | Identité             | Étiquette                      | Qualité |
| ---------------------------------------- | -------- | -------------------- | ------------------------------ | ------- |
| 1975                                     | 1985     | Luigi "Gino" Galvani | Parti Communiste Italien       | Maire   |
| 1985                                     | 1999     | Tiziano Tassoni      | Parti Communiste Italien - PDS | Maire   |
| 1999                                     | 2009     | Nara Rebecchi        | Démocrates de Gauche           | Maire   |
| 08/06/2009                               | En cours | Onelio Rambaldi      | Parti Démocrate                | Maire   |
| Les données manquantes sont à compléter. |          |                      |                                |         |

Solidement ancrée à gauche, Medicina a eu, de 1945 à 1989, des maires proches du Parti Communiste Italien, dont la ville était un bastion. Orlando Argentesi, maire dans l'immédiat après-guerre, et Argento Marangoni, maire dans les années '60, avaient participé à la Résistance.
Le Parti socialiste italien et le Parti social-démocrate italien étaient souvent alliés au PCI. La Démocratie Chrétienne, au contraire, n'a jamais participé au gouvernement de la ville, en restant à l'opposition jusqu'à la fin du siècle.
Anciens communistes, Nara Rebecchi et Onelio Rambaldi ont dirigé la ville en s'appuyant sur des majorités de centre-gauche, ouvertes aux catholiques, dans le socle de l'expérience nationale de L'Olivier, en excluant les forces communistes, Parti de la refondation communiste et le Parti des Communistes Italiens, depuis le Tournant de Bologne. 
Lors des élections générales italiennes de 2013, Medicina vote majoritairement pour la coalition de centre-gauche dirigée par Pier Luigi Bersani (43%).
Lors des élections générales italiennes de 2018, le Mouvement 5 étoiles est la première force politique de la commune, avec 32,5% des suffrages, contre 30% pour le centre-gauche.

### Hameaux
Buda, Crocetta, Fossatone, Fiorentina, Ganzanigo, Portonovo, San Martino, Sant'Antonio della Bassa Quaderna, Villa Fontana (le plus peuplé).

### Communes limitrophes
Argenta (22 km), Budrio (11 km), Castel Guelfo di Bologna (6 km), Castel San Pietro Terme (10 km), Imola (15 km), Molinella (16 km), Ozzano dell'Emilia (14 km).

## Population

### Évolution de la population en janvier de chaque année
| 1861   | 1901   | 1921   | 1951   | 1961   | 1971   | 1981   | 1991   | 2001   |
| ------ | ------ | ------ | ------ | ------ | ------ | ------ | ------ | ------ |
| 10 708 | 12 575 | 14 622 | 15 093 | 13 894 | 12 727 | 12 580 | 12 470 | 13 570 |

| 2011   | - | - | - | - | - | - | - | - |
| ------ | - | - | - | - | - | - | - | - |
| 16 854 | - | - | - | - | - | - | - | - |

### Ethnies et minorités étrangères
Selon les données de l’Institut national de statistique (ISTAT) au 1er janvier 2011 la population étrangère résidente et déclarée était de 1337 personnes, soit 8 % de la population résidente.
Les nationalités majoritairement représentatives étaient :
| Pos. | Pays     | Population |
| ---- | -------- | ---------- |
| 1    | Roumanie | 367        |
| 2    | Maroc    | 211        |
| 3    | Pakistan | 116        |
| 3    | Tunisie  | 112        |
| 5    | Albanie  | 66         |
| 6    | Ukraine  | 66         |

## Jumelage
- Škofja Loka (Slovénie)
- Romilly-sur-Seine (France)

## Note
1. ↑  (it) Popolazione residente e bilancio demografico sur le site de l'ISTAT.

## Sources
- (it) Cet article est partiellement ou en totalité issu de l’article de Wikipédia en italien intitulé « Medicina (Italia) » (voir la liste des auteurs) le 29/11/2012.